# M. CHAT

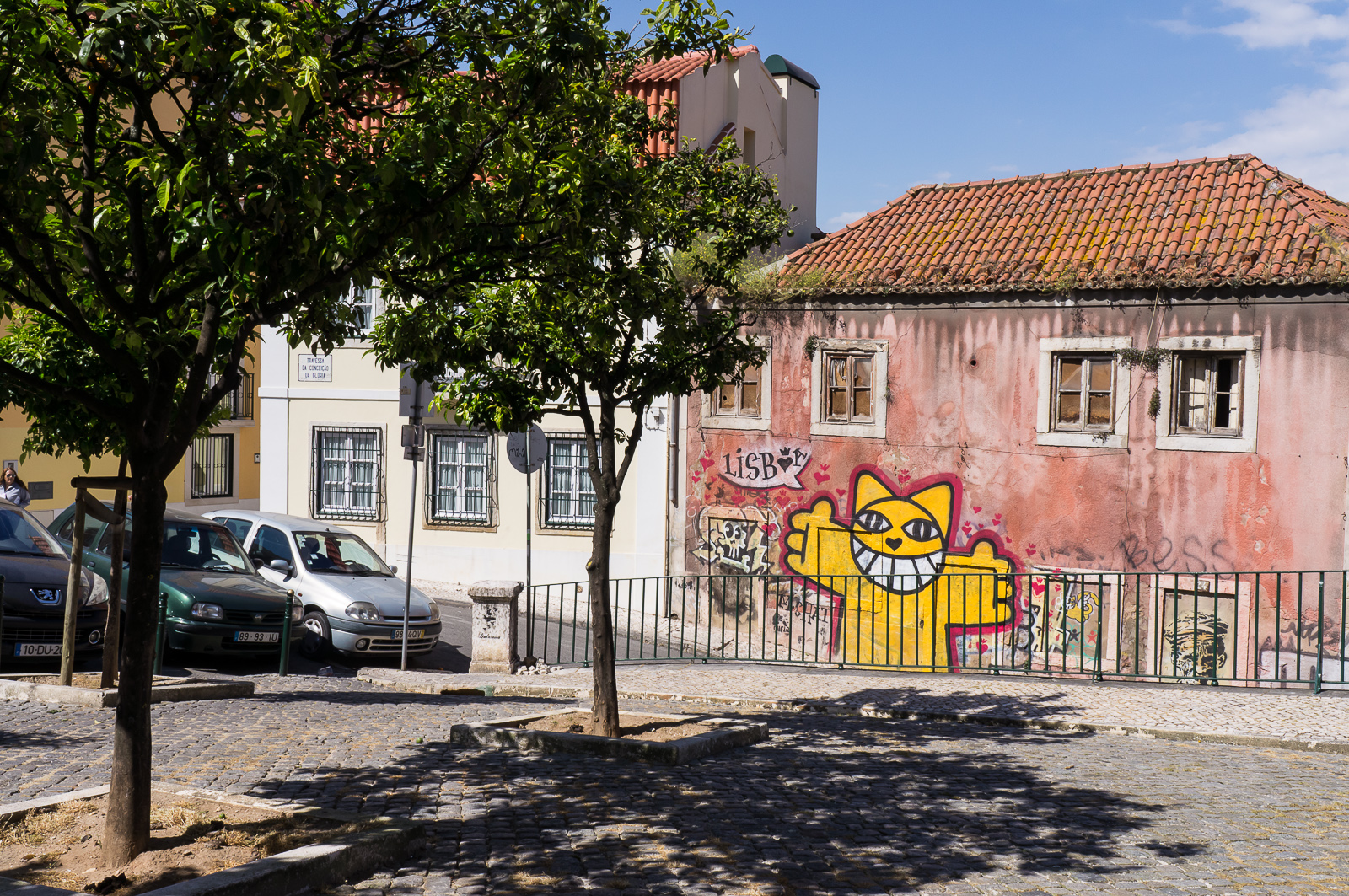
M. CHAT em Lisboa

M. CHAT (e escrito em letras maiúsculas) é um projeto do artista franco-suíço Thoma Vuille que surgiu em 1997. É composto por um gato amarelo alaranjado feita com tinta acrílica. Este personagem enigmático tem sempre um sorriso enorme. Desde 2003, umas asas brancas apareceram nas costas do gato. É geralmente pintada nas paredes ou em locais inacessíveis.

## Carreira
Em França, há mais de 80 paredes pintadas só em Paris: no eixo Porte de Clignancourt / Porta de Orléans, mas também em Rennes, Nantes, Tours, Trouville-sur-Mer, Blois, La Rochelle, Île de Ré, Sète, Saint-Etienne, Hénin-Beaumont.
Encontramos imagem de M.CHAT em vários países europeus (Inglaterra, Alemanha, Portugal, Espanha, Países Baixos, a Suíça, Bósnia e Herzegovina) e  em outros lugares no mundo como Nova Iorque, Hong-Kong, Macau, Seul, Hué, Dakar...
M.CHAT é o fio condutor do filme de Chris Marker intitulado Chats perchés (2004) lançado no Centro Georges Pompidou no mesmo ano. Um M.CHAT Gigantesco é pintado para a ocasião na praça em frente do Centro Georges Pompidou e o evento é produzido por o canal de televisão Arte.
O filme percorreu o mundo e deu origem a numerosas traduções, incluindo a versão em Inglês lançado em 2006 sob o título The case of the grinning cat (O caso do gato risonho) que será transmitida em maio, 2006 no distrito de TriBeCa - Manhattan em Nova Iorque.

## M.CHAT e a RATP[1]
Em Maio de 2014, o artista M.CHAT pintou um dos seus famosos "gato sorridente" numa estação do Metropolitano de Paris :  “Estação Châtelet-Les Halles » que estava a ser inteiramente  renovada.
A RATP (Régie Autonome des Transports Parisiens) a empresa responsável pelos transportes públicos em Paris decidiu prosseguir o artista porque ele realizou sem autorização prévia, inscrições, signos ou desenhos, em formas de cabeças de gatos (« sans autorisation préalable, tracé des inscriptions, signes ou dessins, en l'espèce des têtes de chat »), com uma multa de 1800 euros. Thoma Vuille se recusou a pagar alegando que os grafites iam desaparecer debaixo dos azulejos após a conclusão da obra. A RATP inicou então um processo contra M.CHAT (Thoma Vuille) com o auxilio do Ministério Público.
M.CHAT recebeu o apoio de vários políticos: o Presidente da câmara do 13° arrondissement de Paris Jérôme Coumet ou Serge Grouard, Presidente da câmara e Deputado da Cidade de Orleans.
Mas no dia do 29 de Outubro de 2014, o tribunal (tribunal correctionnel) de Paris decidiu anular o processo devido a alegados erros processuais.

## Obras
1997: 
- Emergência de M.CHAT em Orleans (Rua de la Croix de Malte e Rua Adolphe Crespin para os dois primeiros)

1997-2000:
- Difusão em Blois, Tours, Nantes, Rennes, Saint-Etienne, La Rochelle, Ile de Ré ...

2000-2003:
- Os M.CHAT invadem os telhados de Paris.
- Em Abril de 2002, durante pelo menos uma manifestação no Lugar de la Bastille, em Paris, após o primeiro turno da eleição presidencial da França, poderíamos ver uma inscrição " Je ris jaune" (Eu rio amarelo).

2004:
- Invasão da "Street Parade" em Zurique
- Estreia do filme Chats perchés no Centro Pompidou dirigido por Chris Marker
- Realização na praça do Centro Pompidou Le plus grand Chat du monde, 30 x 50 m

2005:
- O Centro André Malraux de Sarajevo acolhe uma exposição de 12 M.CHAT e também de um eléctrico M.CHAT em circulação na cidade
- M. Chat no Shadow Festival de Amsterdão

2006:
- Participação na Mayday na ocasião do Festival do filme de TriBeCa de Nova Iorque
- Residência de artista no " Hong-Kong Art Centro "
- Realização de Big Mao em Macau
- Intervenção da Die Neue Galerie de Graz (Áustria)
- Intervenção na Maison de la France em Mainz (Alemanha)

2007:
- do 18 de Novembro de 2007 até o 5 de Janeiro de 2008 em Orléans, « M Chat, X Ans », exposição urbana para os 10 anos de M.CHAT

2008:
- do 3 ao 11 de Junho : Festival Internacional de Huế (Vietname) - pintura, desfile de carnaval para miúdos